# 이보희
이보희(본명: 조영숙, 趙英淑, 1959년 6월 30일 ~ )는 대한민국의 배우이다. 조진원이라는 예명으로 활동했다.

## 생애
이보희는 1959년 전라남도 완도군 완도읍 대신리에서 태어나 유년시절 서울특별시 서대문구 홍은동으로 이사를 가 명지여자중학교를 거쳐 한강여자상업고등학교를 졸업하자마자 1979년 MBC 공채 11기 탤런트로 데뷔하였다. 무명 시절을 보낸 중, 감독 이장호의 눈에 띄어 《일송정 푸른 솔에》(1983)의 조연으로 영화계에 데뷔하였다. 이후 화제작이 된 이장호의 《바보선언》(1983)에서 가짜 여대생 역으로 유명해졌다. '이보희'라는 예명도 이장호 감독이 자신의 성을 따서 지어 준 것이다.
1980년대의 대표적인 여성 배우 중 한 명이며 이 시기의 영화 출연작으로 《무릎과 무릎 사이》(1984), 《어우동》(1985), 《이장호의 외인구단》(1986), 《나그네는 길에서도 쉬지 않는다》(1987) 등이 있다. 유지인 · 장미희 · 정윤희의 뒤를 이어 영화 쪽으로 원미경 · 이미숙과 80년대 중반 여배우 신 트로이카로 불리었다.
1990년대 이후로는 드라마 위주로 활동하고 있으며, 출연작으로 《여인천하》, 《넌 어느 별에서 왔니》, 《달려라 울엄마》, 《하늘이시여》, 《오케이 광자매》 등이 있다.

## 연기 활동

### 드라마
- 1979년 MBC 일일연속사극 《안국동 아씨》
- 1981년 MBC 아침드라마 《포옹》
- 1982년 MBC 대하드라마 《여인열전 - 서궁마마》
- 1994년 SBS 아침연속극 《성냥갑 속의 여자》 ... 지영 역
- 1995년 KBS2 대하드라마 《서궁》 ... 인목왕후 역
- 1996년 KBS1 대하드라마 《용의 눈물》 ... 선빈 안씨 역
- 1997년 MBC 미니시리즈 《내가 사는 이유》 ... 배 간호사 역
- 1998년 KBS2 미니시리즈 《맨발의 청춘》 ... 한수림 역
- 1998년 SBS 주말극장 《로맨스》 ... 이수진 역
- 1998년 KBS2 아침드라마 《사랑해서 미안해》
- 1999년 MBC 아침드라마 《아름다운 선택》 ... 은희 역
- 1999년 KBS2 미니시리즈 《우리는 길 잃은 작은 새를 보았다》 ... 김영화 역
- 2001년 KBS2 주말연속극 《푸른 안개》 ... 오영희 역
- 2001년 SBS 대하드라마 《여인천하》 ... 자순대비 역
- 2001년 SBS 드라마스페셜 《피아노》 ... 이은심 역 (피아노 강사) 역
- 2002년 KBS2 일요아침드라마 《언제나 두근두근》 ... 장 교수 역
- 2002년 KBS2 대하드라마 《장희빈》 ... 윤씨 역
- 2002년 MBC 추석특집극 《부엌데기》 ... 강옥 역
- 2003년 KBS2 일일시트콤 《달려라 울엄마》 ... 이보희 역
- 2004년 KBS2 주말연속극 《애정의 조건》 ... 나진득 역
- 2004년 SBS 드라마스페셜 《형수님은 열아홉》 ... 박영란 역
- 2004년 SBS 드라마스페셜 《남자가 사랑할 때》 ... 박화영 역
- 2005년 SBS 미니시리즈 《세잎 클로버》 ... 조윤숙 역
- 2005년 KBS1 일일연속극 《어여쁜 당신》 ... 조옥자 역
- 2005년 SBS 주말극장 《하늘이시여》 ... 김미향 역
- 2006년 KBS1 대하드라마 《서울1945》 ... 아메 카오리 역
- 2006년 MBC 미니시리즈 《넌 어느 별에서 왔니》 ... 안진희 역
- 2007년 KBS2 미니시리즈 《꽃피는 봄이 오면》 ... 김부선 역
- 2007년 KBS2 미니시리즈 《마왕》 ... 여순옥 역
- 2007년 KBS1 일일연속극 《하늘만큼 땅만큼》 ... 장영민 母 역
- 2007년 MBC 일일연속극 《아현동 마님》 ... 사비나 역
- 2007년 KBS2 아침드라마 《착한여자 백일홍》 ... 천덕희 역
- 2008년 MBC 주말특별기획 《내 여자》 ... 하신애 역
- 2009년 KBS1 일일연속극 《집으로 가는 길》 ... 오선영 역
- 2009년 MBC 아침드라마 《멈출 수 없어》 ... 구효선 역
- 2009년 KBS2 주말연속극 《수상한 삼형제》 ... 계솔이 역
- 2010년 MBC 미니시리즈 《신이라 불리운 사나이》 ... 한수라 역
- 2010년 KBS2 단막극 《KBS 드라마 스페셜 - 이유》 ... 김지수 역
- 2010년 MBC 주말특별기획 《욕망의 불꽃》 ... 차순자 역
- 2010년 KBS1 일일연속극 《웃어라 동해야》 ... 계선옥 역
- 2011년 KBS1 대하드라마 《광개토태왕》 ... 고야 역
- 2011년 KBS2 단막극 《KBS 드라마 스페셜 - 올레길 그 여자》 ... 오 여사 역
- 2011년 KBS1 일일연속극 《당신뿐이야》 ... 이선영 역
- 2011년 JTBC 일일시트콤 《청담동 살아요》 ... 김보희 역
- 2012년 KBS2 미니시리즈 《난폭한 로맨스》 ... 양선희 역
- 2012년 KBS2 단막극 《KBS 드라마 스페셜 - 아트》 ... 고정아 역
- 2012년 SBS 주말극장 《내 사랑 나비부인》 ... 배신자 역
- 2013년 KBS2 미니시리즈 《아이리스 2》 ... 정수민(정지영) 역
- 2013년 KBS2 주말드라마 《왕가네 식구들》 ... 박살라 역
- 2014년 MBC 아침드라마 《모두 다 김치》 ... 지선영 역
- 2014년 tvN 금토드라마 《연애 말고 결혼》 ... 이훈동 모 역
- 2014년 MBC 일일특별기획 《압구정 백야》 ... 서은하 역
- 2015년 MBC 일일연속극 《위대한 조강지처》 ... 홍금숙 역
- 2015년 MBC 아침연속극 《내일도 승리》 ... 지영선 역
- 2016년 SBS 주말드라마 《우리 갑순이》 ... 남기자 역
- 2017년 SBS 아침연속극 《달콤한 원수》 ... 윤이란 역
- 2017년 MBC 일일연속극 《전생에 웬수들》 ... 우양숙 역
- 2019년 KBS2 수목드라마 《왜그래 풍상씨》 ... 노양심 역
- 2019년 MBC 아침드라마 《모두 다 쿵따리》 ... 조순자 역
- 2021년 KBS2 주말드라마 《오케이 광자매》 ... 오봉자 역
- 2022년 TV조선 주말드라마 《빨간풍선》 ... 양반숙 역
- 2025년 KBS2   일일드라마   《여왕의 집》 ... 노숙자 역

### 영화
- 2017년 《아들에게 가는 길》 - 친정 어머니 역
- 2010년 《식객: 김치전쟁》
- 1999년 《A+삶》
- 1994년 《장미의 나날》, 《49일의 남자》
- 1988년 《깜동》, 《접시꽃 당신》 - 수경 역, 《아메리카 아메리카》
- 1987년 《달빛 사냥꾼》, 《나그네는 길에서도 쉬지 않는다》, 《Y의 체험》
- 1986년 《이장호의 외인구단》
- 1985년 《추억의 빛》, 《어우동》, 《아가다》
- 1984년 《무릎과 무릎 사이》, 《과부춤》
- 1983년 《일송정 푸른 솔은》, 《바보 선언》

## CF
- 1983년 해태제과 해태 뷰티 알로에껌(Feat. 서정희)
- 1986년 성도어패럴 톰보이
- 1986년 프로스펙스 스포츠 진
- 1986년 피죤 VOS 샴푸
- 1986년 ~ 1987년 가양 나드리 코티 화장품(에쿠아 리브레, 그레이스, 버태니컬즈, 오버나잇써세스, SB-3)
- 1987년 나드리 버태니컬즈 - 이보희편
- 1987년 그레이스 - 숙녀
- 1987년 나드리 에스비쓰리 메이크업 - 색
- 1987년 나드리 에스비쓰리 메이크업 - 신선한 칼라
- 1987년 나드리 에스비쓰리 레몬 - 여자의 봄
- 1987년 나드리 에스비쓰리 - 창가
- 1988년 나드리 코티버태니컬즈 - 물보라
- 1988년 CF오버나잇 썩세스 - 밤
- 2021년 비씨엘 코스메틱 미백순수22% - 동안유지비결 편

## 기타 활동
- 2009년 전라남도 광양시 홍보대사

## 수상
- 2015년 MBC 연기대상 연속극부문 베스트 여자 조연상
- 2010년 KBS 연기대상 여자 조연상
- 1988년 제8회 한국영화평론가협회상 여우주연상
- 1987년 제23회 백상예술대상 영화부문 여자 최우수연기상
- 1985년 제21회 백상예술대상 영화부문 여자 최우수연기상
- 1984년 제4회 한국영화평론가협회상 신인여우상
- 1983년 제19회 백상예술대상 영화부문 여자 신인연기상
- 1983년 제22회 대종상 특별상